# Нівка (Малопольське воєводство)
Нівка (пол. Niwka) — село в Польщі, у гміні Радлув Тарновського повіту Малопольського воєводства.
Населення — 831 особа (2011).
У 1975—1998 роках село належало до Тарновського воєводства.

## Демографія
Демографічна структура станом на 31 березня 2011 року:
|          | Загалом | Допрацездатний вік | Працездатний вік | Постпрацездатний вік |
| -------- | ------- | ------------------ | ---------------- | -------------------- |
| Чоловіки | 431     | 97                 | 295              | 39                   |
| Жінки    | 400     | 73                 | 254              | 73                   |
| Разом    | 831     | 170                | 549              | 112                  |